# 二子塚古墳 (秦野市)
二子塚古墳（ふたごづかこふん）は、神奈川県秦野市下大槻にある古墳。形状は前方後円墳。神奈川県指定史跡に指定され、出土品は秦野市指定重要文化財に指定されている。

## 概要
神奈川県南部、金目川左岸の薬師原台地先端部の相模平野を一望する地に築造された古墳で、秦野市域では唯一の前方後円墳である。これまでに1970年（昭和45年）、2008年度（平成20年度）に発掘調査が実施されている。
墳形は前方後円形で、前方部を北東方向に向ける。埋葬施設は後円部における片袖式（推定）の横穴式石室で、南東方向に開口するが、現在までに破壊を受けており詳らかでない。この石室からは、全形の銀装圭頭大刀を始めとして多数の副葬品および須恵器などが検出されている。以上より、築造年代は古墳時代後期の6世紀後半頃と推定される。
古墳域は1983年（昭和58年）に神奈川県指定史跡に指定されたほか、出土品は2013年（平成25年）に秦野市指定重要文化財に指定されている。なお周辺では、下大槻欠上遺跡、広畑古墳群、岩井戸・欠ノ上横穴墓群の分布も知られる。

## 遺跡歴
- 1970年（昭和45年）、発掘調査[3]。
- 1983年（昭和58年）8月30日、神奈川県指定史跡に指定[6]。
- 2008年度（平成20年度）以降、第2次発掘調査[4]。
- 2013年（平成25年）9月27日、出土品が秦野市指定重要文化財に指定[6]。

## 墳丘
墳丘の規模は次の通り。
- 墳丘長：46メートル
- 後円部
  - 直径：東西33メートル、南北26メートル
- 前方部
  - 幅：25メートル

## 文化財

### 神奈川県指定文化財
- 史跡
  - 二子塚古墳 - 1983年（昭和58年）8月30日指定[6]。

### 秦野市指定文化財
- 重要文化財（有形文化財）
  - 二子塚古墳出土の銀装圭頭大刀 附 二子塚古墳横穴式石室内出土遺物 - 出土遺物36点の内訳は以下[5]。桜土手古墳展示館保管。2013年（平成25年）9月27日指定[6]。
    - 石製小玉 1点
    - ガラス製小玉 3点
    - 須恵器 25点
    - 土師器 1点
    - 鞘尻金具 1点
    - 耳環 1点
    - 鉄鏃 2点
    - 金銅装馬具 2点

## 関連施設
- 秦野市立桜土手古墳展示館（秦野市堀山下） - 二子塚古墳の出土品等を保管（常設展示なし）。

## 関連文献
（記事執筆に使用していない関連文献）
- 『秦野の遺跡 5 神奈川県指定史跡二子塚古墳（秦野市文化財調査報告書 13）』神奈川県秦野市教育委員会、2013年。